# Ezekiel
Ezekiel (hebrejsko יְחֶזְקֵאל, latinizirano: Yəḥezqēʾl, izgovarjava [jə.ħɛzˈqeːl]; koine Ἰεζεκιήλ, latinizirano: Iezekiḗl, izgovorjava [i.ɛ.zɛ.kiˈel]), je bil izraelski duhovnik (kohen). Ezekielova knjiga, ki opisuje njegove vizije in dejavnosti, je poimenovana po njem.
Abrahamska religija priznava Ezekiela za preroka. Med babilonskim ujetništvom je Ezekiel prerokoval uničenje judovskega glavnega mesta Jeruzalema, a po babilonskem obleganju Jeruzalema, ki je uničilo Salomonov tempelj in končalo judovsko-babilonsko vojno leta 587 pr. n. št., tudi vrnitev judovskega ljudstva v Deželo Izrael v nadaljevanju.
Domneva se, da je umrl okoli leta 570 pred našim štetjem; Ezekielova grobnica je najpomembnejše judovsko versko mesto v Mezopotamiji. Ime Ezekiel v hebrejskem jeziku pomeni 'Bog je močan' ali 'Bog krepi'. Leta 539 pr. n. št., tri desetletja po domnevnem datumu njegove smrti, se je babilonsko ujetništvo končalo s perzijsko osvojitvijo Babilona in Judje so bili pozneje vrnjeni v domovino v dogodku, znanem kot vrnitev na Sion, ki se je začel po tem, ko je perzijski kralj Kir Veliki izdal Kirov edikt.

## Svetopisemsko poročilo
Avtor Ezekielove knjige se predstavlja kot Ezekiel, Buzijev sin, rojen v duhovniški (kohen) liniji.Ezk 1,3</ref> Avtor poleg identifikacije navaja tudi datum prvega božjega srečanja, ki ga predstavlja: »v tridesetem letu«.Ezk 1,1–2 Ezekiel opisuje svoj klic za preroka tako, da se zelo podrobno posveti svojemu srečanju z Bogom in štirimi 'živimi bitji' s štirimi kolesi, ki so ostala poleg bitij.Ezk 1
Po Svetem pismu sta Ezekiel in njegova žena živela med babilonskim ujetništvom na bregovih kanala Kebar v Tel Abíbu blizu Nipurja z drugimi izgnanci iz Judejskega kraljestva.Ezk 1,1, Ezk 3,15 Nič se ne omenja, da bi imel potomce.

### Kronologija
Ezekijelovo »trideseto leto« je podano kot peto leto izgnanstva judovskega kralja Jojahina s strani Babiloncev, pri čemer se štejejo leta po izgnanstvu leta 598 pr. n. št., to je od 597 do 593 pr. n. št. Zadnja zabeležena Ezekielova prerokba sega v april 571 pr. n. št.,Ezk 29,17-19 šestnajst let po uničenju Jeruzalema leta 587 pr. n. št. Na podlagi datumov, navedenih v Ezekielovi knjigi, se lahko izračuna, da so se njegove prerokbe zgodile v približno 22 letih, z začetkom leta 593 pr. n. št..
Aramejski targum o Ezekielu 1:1 in rabinsko delo Seder Olam Rabba iz 2. stoletja (26. poglavje) pravita, da je Ezekielova vizija prišla »v tridesetem letu po tem, ko je bila Josiju predstavljena knjiga postave, odkrita v templju«. Slednje se dogaja približno v času Josijevih reform leta 622 pr. n. št., kmalu po klicu Jeremija v preroško službo okoli leta 626 pr. n. št.. Če se »trideseto leto« Ezekiela 1:1 namesto tega nanaša na Ezekielovo starost, potem je bil rojen okoli leta 622 pr. n. št. in je bil star petdeset let, ko je imel zadnje videnje.

## Počivališče

### Ezekielova grobnica, Irak
Ezekielova grobnica naj bi bila v Kiflu v Iraku, blizu Babilona. Zgodovinsko pomembno judovsko mesto, nad njim je bila zgrajena mošeja Al-Nukhailah za šiitske muslimane. Zaradi judovskega eksodusa iz Iraka v 1950-ih se je prisotnost iraške judovske skupnosti zmanjšala, čeprav na tem mestu še vedno obstaja zapuščena sinagoga. Leta 2020 naj bi potekala dela za preoblikovanje sinagoge v mošejo.

### Grobnica v Erganiju, Turčija
Grobnica v okrožju Ergani v provinci Diyarbakır v Turčiji naj bi bila tudi Ezekielovo počivališče. Je 5 kilometrov od središča mesta na hribu, kjer ga častijo in obiskujejo lokalni muslimani, imenovani Makam Dağı.